# 戦国仏教
戦国仏教（せんごくぶっきょう）もしくは戦国新仏教とは、戦国時代における日本仏教を前後の時代と区別して特徴付ける際に用いられる呼称。

## 戦国時代の仏教
戦国時代の仏教に関して、中尾堯は以下の特徴を指摘している。
1. 鎌倉仏教の活発な宗教活動が具体的に形成された時期で、一向一揆や法華一揆はその具象化の典型である。
2. 室町幕府の衰退と共に伝統宗教の教団や寺院が保有していた所領が無実化して経済力が失われたことで新たな外護者が必要とされ、多くの僧侶が民間伝道者として地方に分散していく。→後世の地方の村落寺院創出につながる。
3. 上記の流れとは別に既成の教団からの離脱者が御師・山伏・聖などの体裁で諸国を遊行して、民間に溶け込んでいくようになる。→後世の民間における巡礼・参詣創出につながる。
4. 海外からのキリスト教の伝道活動や自らの権力（俗権）を越える宗教的権威を否定する戦国大名の出現に対応を迫られる。→後世の幕藩体制における仏教・寺院統制につながる。

中尾に限らず、室町・戦国期の仏教史家の間では、室町期に中央権力によって確立された顕密仏教や五山制度に対して、浄土真宗や法華宗・曹洞宗が教団形成と行って社会的地位を占めるようになり、顕密仏教に対抗する力をつけていったこと、応仁の乱以降の激しい社会変動の中で所謂戦国大名などの領主は中央の宗教政策や秩序とは無関係に独自の宗教政策や秩序を創出するようになり、禅宗や浄土宗・時宗などの寺院に入れることや寺院建立を進めるようになったことが特徴として指摘されている。つまり、戦国時代の群雄割拠は政治勢力の間だけではなく、宗教勢力の間でも展開されていたことになる。
そうした中で伊藤正敏は顕密仏教の衰退と新しい教団が台頭していく流れを「戦国新仏教」と呼称し、藤井学は親鸞と日蓮の教説が民間思想として確立されていったことを指摘し、この時代の浄土真宗・法華宗の両教団を特に「戦国仏教」と呼称すべきとした。また、浄土宗や時宗など両教団以外の学術的に鎌倉仏教と称された他の宗派も浄土真宗・法華宗と同様に各地に広まって民衆に受容されたことで大きな転機を迎えている。こうした潮流は近世社会に引き継がれており、今後も研究の対象になっていくと考えられている。